# Jonas Valančiūnas
Jonas Valančiūnas (prononcé : /ˈjoːnɐs vɐɫɐnʲˈtɕûːnɐs/), né le 6 mai 1992 à Utena en Lituanie, est un joueur lituanien de basket-ball mesurant 2,10 m et évoluant au poste de pivot pour les Nuggets de Denver.

## Biographie

### Jeunesse
Valančiūnas commence à jouer professionnellement dans le club KK Perlas de Vilnius, qui évolue en seconde division lituanienne, de 2008 à janvier 2010. Il participe, en août 2008 au championnat d'Europe des moins de 16 ans. L'équipe lituanienne remporte le tournoi et Valančiūnas est élu meilleur joueur de la compétition avec 14,3 points, 11,1 rebonds et 2,3 contres en moyenne par rencontre,. En juillet 2009, il participe au championnat d'Europe des 18 ans et moins. La Lituanie finit 4e et Valančiūnas est nommé dans le 5 des meilleurs joueurs de la compétition avec 19,3 points, 10,5 rebonds et 2,6 contres par rencontre en moyenne. Le KK Perlas monte en première division (LKL) lors de la saison 2009-2010.

### Carrière professionnelle

#### Lietuvos rytas (2010-2011)
Valančiūnas signe ensuite un contrat avec le Lietuvos rytas, qui évolue en première division lituanienne, le 17 janvier 2010. Il est choisi dans le cinq de départ du All-Star Game de la LKL en mars 2010 et marque 16 points et prend 7 rebonds. Il participe au championnat d'Europe des 18 ans et moins à Vilnius en juillet 2010. L'équipe lituanienne remporte la compétition et Valančiūnas est encore nommé MVP avec 19,4 points, 13,4 rebonds et 2,7 contres par rencontre en moyenne.
Le 14 février 2011, Valančiūnas termine 3e dans le classement du meilleur espoir européen de l'année 2010 choisi par la FIBA Europe, derrière Jan Veselý et Ricky Rubio. En avril, il termine 4e dans le vote du meilleur jeune joueur d'Euroligue (derrière Nikola Mirotić, Víctor Claver et Jan Veselý).

#### Raptors de Toronto (2011-2019)

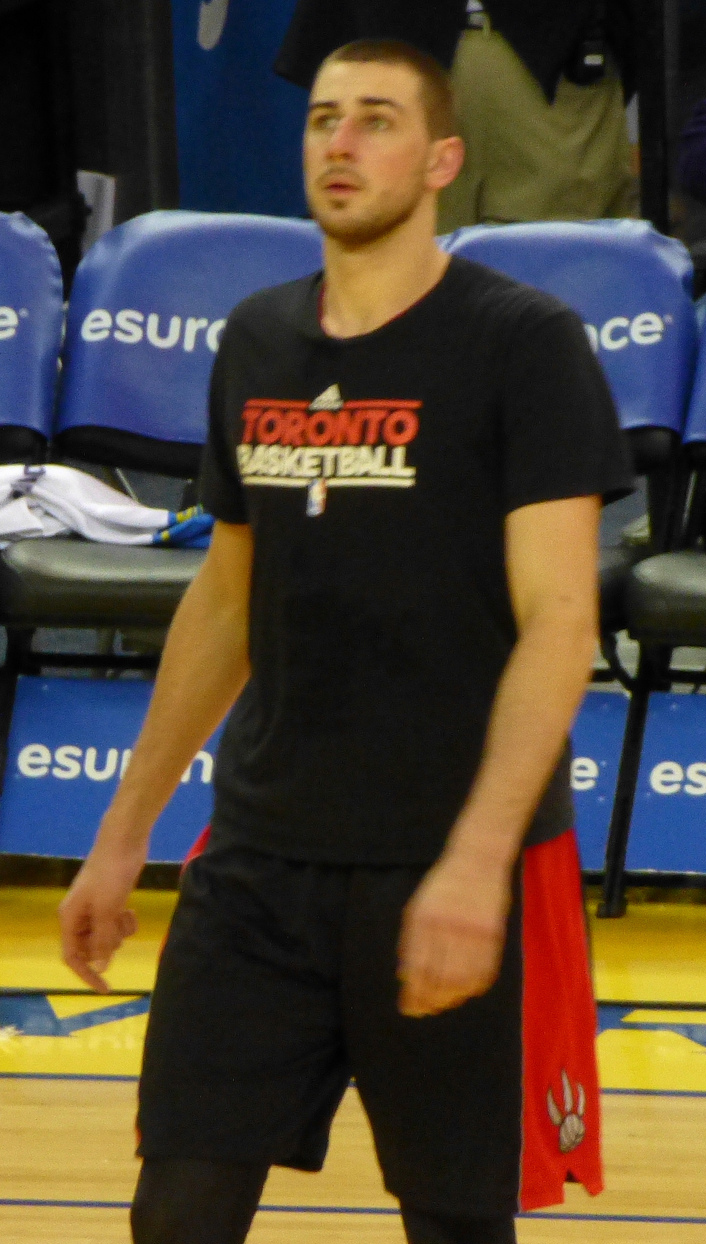
Jonas Valančiūnas en mars 2013.

En juin 2011, il est choisi à la 5e position de la Draft de la NBA par les Toronto Raptors. Il reste toutefois une saison de plus en Europe, au Lietuvos rytas.
En juillet 2011, Valančiūnas participe au championnat du monde des 19 ans et moins en Lettonie avec l'équipe lituanienne. La Lituanie remporte le tournoi et il est élu meilleur joueur du tournoi avec des moyennes de 23 points et 13,9 rebonds à 60 % au tir et 81 % au lancer-franc,.
En février 2012, Valančiūnas est nommé meilleur jeune joueur européen de l'année 2011. L'année suivante, il est encore élu meilleur jeune joueur européen de l'année, devançant Dario Šarić et Léo Westermann.
Valančiūnas rejoint l'effectif des Raptors au début de la saison NBA 2012-2013. Il est nommé meilleur rookie de la conférence Est pour le mois de mars 2013.

#### Grizzlies de Memphis (2019-2021)
Le 7 février 2019, il est envoyé aux Grizzlies de Memphis en compagnie de Delon Wright et C. J. Miles en échange de Marc Gasol.
Le 20 mars 2019, il réalise son record de point en carrière dans la victoire de son équipe face à Houston avec 33 points. Le lendemain, Valančiūnas bat son record de rebonds lors d'une defaite contre Orlando avec 24 prises.
Le 1er juillet 2019, il resigne pour 3 ans avec les Grizzlies de Memphis et 45 millions de dollars à la clé.

#### Pelicans de La Nouvelle-Orléans (2021-2024)
En juillet 2021, Valančiūnas est transféré aux Pelicans de La Nouvelle-Orléans en échange de Steven Adams et Eric Bledsoe.

#### Wizards de Washington (2024-2025)
Agent libre à l'été 2024, il rejoint les Wizards de Washington pour trois ans et 30 millions de dollars.

#### Kings de Sacramento (2025)
En février 2025, il est transféré aux Kings de Sacramento contre Sidy Cissoko et rejoint son compatriote Domantas Sabonis.

#### Nuggets de Denver (depuis 2025)
En juillet 2025, Valančiūnas est envoyé du côté des Nuggets de Denver contre Dario Šarić.

## Palmarès
- Championnat d'Europe
  -  Médaille d'argent au Championnat d'Europe 2013
- Élu dans le deuxième cinq majeur (All-Second Team) de la Coupe du monde 2023.

## Statistiques en NBA

### Saison régulière
Légende :
| Leader de la ligue |

gras = ses meilleures performances
| Saison    | Équipe              | Matchs | Titul. | Min./m | % Tir | % 3pts | % LF | Rbds/m. | Pass/m. | Int/m. | Ctr/m. | Pts/m. |
| --------- | ------------------- | ------ | ------ | ------ | ----- | ------ | ---- | ------- | ------- | ------ | ------ | ------ |
| 2012-2013 | Toronto             | 62     | 57     | 23,9   | 55,6  | 0,0    | 78,9 | 6,00    | 0,74    | 0,26   | 1,26   | 8,94   |
| 2013-2014 | Toronto             | 81     | 81     | 28,2   | 53,1  | 0,0    | 76,2 | 8,81    | 0,70    | 0,30   | 0,88   | 11,31  |
| 2014-2015 | Toronto             | 80     | 80     | 26,2   | 57,2  | 0,0    | 78,6 | 8,66    | 0,49    | 0,41   | 1,19   | 12,04  |
| 2015-2016 | Toronto             | 60     | 59     | 25,9   | 56,5  | 0,0    | 76,1 | 9,12    | 0,70    | 0,42   | 1,33   | 12,80  |
| 2016-2017 | Toronto             | 80     | 80     | 25,8   | 55,7  | 50,0   | 81,1 | 9,50    | 0,70    | 0,50   | 0,80   | 12,00  |
| 2017-2018 | Toronto             | 77     | 77     | 22,4   | 56,8  | 40,5   | 80,6 | 8,57    | 1,05    | 0,38   | 0,90   | 12,73  |
| 2018-2019 | Toronto             | 30     | 10     | 18,8   | 57,5  | 30,0   | 81,9 | 7,20    | 0,97    | 0,43   | 0,77   | 12,80  |
| 2018-2019 | Memphis             | 19     | 17     | 27,7   | 54,5  | 27,8   | 76,9 | 10,68   | 2,16    | 0,32   | 1,58   | 19,95  |
| 2019-2020 | Memphis             | 70     | 70     | 26,4   | 58,5  | 35,2   | 74,0 | 11,26   | 1,87    | 0,43   | 1,09   | 14,91  |
| 2020-2021 | Memphis             | 62     | 61     | 28,3   | 59,2  | 36,8   | 77,3 | 12,52   | 1,81    | 0,56   | 0,92   | 17,06  |
| 2021-2022 | La Nouvelle-Orléans | 74     | 74     | 30,3   | 54,4  | 36,1   | 82,0 | 11,39   | 2,57    | 0,55   | 0,81   | 17,76  |
| 2022-2023 | La Nouvelle-Orléans | 79     | 79     | 24,9   | 54,7  | 34,9   | 82,6 | 10,20   | 1,80    | 0,30   | 0,70   | 14,10  |
| 2023-2024 | La Nouvelle-Orléans | 82     | 82     | 23,5   | 55,9  | 30,8   | 78,5 | 8,80    | 2,10    | 0,40   | 0,80   | 12,20  |
| 2024-2025 | Washington          | 49     | 12     | 20,0   | 54,7  | 25,9   | 89,6 | 8,20    | 2,20    | 0,40   | 0,60   | 11,50  |
| 2024-2025 | Sacramento          | 32     | 9      | 16,9   | 55,6  | 10,0   | 84,7 | 7,00    | 1,80    | 0,50   | 0,60   | 8,70   |
| Carrière  | Carrière            | 937    | 848    | 25,1   | 56,0  | 34,1   | 79,4 | 9,30    | 1,40    | 0,40   | 0,90   | 13,10  |

Dernière modification le 1er juillet 2025

### Playoffs
| Saison   | Équipe              | Matchs | Titul. | Min./m | % Tir | % 3pts | % LF | Rbds/m. | Pass/m. | Int/m. | Ctr/m. | Pts/m. |
| -------- | ------------------- | ------ | ------ | ------ | ----- | ------ | ---- | ------- | ------- | ------ | ------ | ------ |
| 2014     | Toronto             | 7      | 7      | 28,6   | 63,3  | 0,0    | 63,6 | 9,71    | 0,29    | 0,00   | 1,00   | 10,86  |
| 2015     | Toronto             | 4      | 4      | 26,4   | 50,0  | 0,0    | 87,5 | 9,25    | 0,50    | 0,50   | 0,25   | 11,25  |
| 2016     | Toronto             | 12     | 10     | 26,8   | 56,7  | 0,0    | 74,4 | 10,80   | 0,90    | 0,80   | 1,00   | 13,80  |
| 2017     | Toronto             | 10     | 6      | 22,6   | 54,3  | 0,0    | 72,7 | 6,70    | 0,20    | 0,20   | 0,60   | 11,20  |
| 2018     | Toronto             | 10     | 9      | 24,4   | 54,2  | 40,0   | 82,4 | 10,50   | 1,20    | 0,40   | 1,50   | 14,60  |
| 2021     | Memphis             | 5      | 5      | 33,1   | 56,9  | 25,0   | 87,5 | 9,80    | 2,60    | 0,60   | 0,60   | 15,00  |
| 2022     | La Nouvelle-Orléans | 6      | 6      | 29,2   | 48,5  | 16,7   | 76,9 | 14,30   | 3,00    | 0,70   | 0,20   | 14,50  |
| 2024     | La Nouvelle-Orléans | 4      | 4      | 22,4   | 52,4  | 0,0    | 82,4 | 11,00   | 1,30    | 0,50   | 0,00   | 14,50  |
| Carrière | Carrière            | 58     | 51     | 26,3   | 54,7  | 23,8   | 76,5 | 10,10   | 1,10    | 0,50   | 0,80   | 13,20  |

Dernière modification le 1er juillet 2024

## Records sur une rencontre en NBA
Les records personnels de Jonas Valančiūnas en NBA sont les suivants, :
| Record de la franchise |

| Type de statistique        | Saison régulière | Saison régulière            | Saison régulière | Playoffs | Playoffs          | Playoffs      |
| Type de statistique        | Record           | Adversaire                  | Date             | Record   | Adversaire        | Date          |
| -------------------------- | ---------------- | --------------------------- | ---------------- | -------- | ----------------- | ------------- |
| Points                     | 39               | @ Clippers de Los Angeles   | 29 novembre 2021 | 26       | Suns de Phoenix   | 24 avril 2022 |
| Paniers marqués            | 16               | 2 fois                      | 2 fois           | 10       | 3 fois            | 3 fois        |
| Paniers tentés             | 28               | @ Suns de Phoenix           | 30 mars 2019     | 21       | @ Suns de Phoenix | 17 avril 2022 |
| Paniers à 3 points réussis | 7                | 2 fois                      | 2 fois           | 2        | @ Jazz de l'Utah  | 2 juin 2021   |
| Paniers à 3 points tentés  | 10               | Bucks de Milwaukee          | 19 décembre 2022 | 4        | @ Jazz de l'Utah  | 2 juin 2021   |
| Lancers francs réussis     | 16               | Wizards de Washington       | 3 avril 2013     | 7        | 2 fois            | 2 fois        |
| Lancers francs tentés      | 18               | Wizards de Washington       | 3 avril 2013     | 11       | Suns de Phoenix   | 24 avril 2022 |
| Rebonds offensifs          | 12               | Pacers de l'Indiana         | 11 avril 2021    | 13       | @ Suns de Phoenix | 17 avril 2022 |
| Rebonds défensifs          | 23               | @ Magic d'Orlando           | 22 mars 2019     | 14       | Heat de Miami     | 3 mai 2016    |
| Rebonds totaux             | 25               | Kings de Sacramento         | 28 février 2020  | 25       | @ Suns de Phoenix | 17 avril 2022 |
| Passes décisives           | 12               | Bucks de Milwaukee          | 13 août 2020     | 5        | Jazz de l'Utah    | 29 mai 2021   |
| Interceptions              | 4                | @ Trail Blazers de Portland | 30 mars 2022     | 3        | Heat de Miami     | 5 mai 2016    |
| Contres                    | 7                | @ Grizzlies de Memphis      | 1er avril 2016   | 3        | 3 fois            | 3 fois        |
| Balles perdues             | 6                | 3 fois                      | 3 fois           | 6        | Nets de Brooklyn  | 19 avril 2014 |
| Minutes jouées             | 45               | Thunder d'Oklahoma City     | 21 mars 2014     | 41       | Heat de Miami     | 3 mai 2016    |

- Double-double : 402 (dont 25 en playoffs et 1 en play-in)
- Triple-double : 1

Dernière mise à jour : 7 avril 2025

## Salaires NBA
| Année       | Équipe              | Salaire       |
| ----------- | ------------------- | ------------- |
| 2012-2013   | Toronto             | 3 627 720 $   |
| 2013-2014   | Toronto             | 3 526 440 $   |
| 2014-2015   | Toronto             | 3 678 360 $   |
| 2015-2016   | Toronto             | 4 660 482 $   |
| 2016-2017   | Toronto             | 14 382 022 $  |
| 2017-2018   | Toronto             | 15 460 675 $  |
| 2018-2019   | Memphis             | 16 539 326 $  |
| 2019-2020   | Memphis             | 16 000 000 $  |
| 2020-2021   | Memphis             | 15 000 000 $  |
| 2021-2022   | La Nouvelle-Orléans | 14 000 000 $  |
| 2022-2023   | La Nouvelle-Orléans | 14 700 000 $  |
| 2023-2024   | La Nouvelle-Orléans | 15 435 000 $  |
| Total Gains | Total Gains         | 137 010 025 $ |
| 2024-2025   | Sacramento          | 9 900 000 $   |
| 2025-2026   | Denver              | 10 395 000 $  |
| 2026-2027   | Denver              | 10 000 000 $  |

Note : * Pour la saison 2014-2015, le salaire moyen d'un joueur évoluant en NBA est de 4 500 000 $.